# Ptiliolum wuesthoffi
Ptiliolum wuesthoffi är en skalbaggsart som beskrevs av Rosskothen 1934. Ptiliolum wuesthoffi ingår i släktet Ptiliolum, och familjen fjädervingar. Arten är reproducerande i Sverige.